# 角田浩々歌客
角田 浩々歌客（かくだ こうこうかきゃく、明治2年9月16日（1869年10月20日） - 大正5年（1916年）3月16日）は、明治時代の詩人、北欧文学者、文芸評論家、新聞記者。本名：角田勤一郎。大阪の論壇・文壇で重きを成して世論形成に大きな力を持ち、東の坪内逍遥と並び称された。
新聞社ごとに号や筆名を使い分け、『國民新聞』では岳麓布衣、『大阪朝日新聞』では不二行者、出門一笑、『大阪毎日新聞』では迂鈍居士、鈍右衛門、『読売新聞』では剣南、伊吹郊人、豹子頭、『東京日日新聞』では浩々而歌閣主、他、剣南道士など。

## 経歴
駿河国富士郡大宮町（現・静岡県富士宮市）生まれで旧静岡藩士の家系。佐野天声の実兄である。角田櫻岳は祖父。中村春二は従兄弟。山梨稲川は曽祖父。
幼少時代は日頃から石の採集を趣味とし、近郊の山野に出歩いた。郷里の中村秋香に学んだ後、中村が保証人となり、明治19年（1886年）に上京して慶應義塾正科に入学し、明治24年（1891年）に慶應義塾大学部文学科に進む。義塾では漢詩を学び、中国詩文に詳しく、散文家としてよりも詩人的性格を強めていった。在学中に金尾文淵堂から詩の作品を発表する。次いですぐに民友社に入り、宮崎湖処子と共に文芸批評を担当。
『国民之友』に、不二行者の筆名で創作を発表し、文芸批評家として出発する。日清戦争をはさんだ国運の上昇期に、青年を蔽ったメランコリーを描く一方、キリスト教社会主義思想から社会と文学の交渉を重視した。国木田独歩などの後進を育てる。『国民之友』の廃刊とともに民友社を去り、大阪朝日新聞社に招かれて時評を担当。大阪では当時、『大阪毎日新聞』に文学欄があり、『大阪朝日新聞』は文学欄を廃止していたが、「月曜文壇」の創設と共に浩々歌客が文学に関する筆を執った。特派員の布陣と戦報記事一色に明け暮れる日露戦争勃発まで在任した。
『大阪朝日新聞』を退社後、明治38年（1905年）に『大阪毎日新聞』に入り、学芸副部長から編集長となる。また大正元年には『東京日日新聞』にも招かれ学芸部長に就任。その他『太陽』や『読売新聞』にも匿名で毎週堅苦しい文学評論をしていたが、これは当時の文壇に非常に重んぜられた。また、松崎天民を食客として世話し、新聞社へ就職の面倒をみた。その思想は穏健、性格は温厚と評されていた。が、しばしば象徴詩論争を起こすこともあった。
新聞社に勤務する傍ら、文芸評論あるいは詩文を発表して大阪の文芸雑誌『小天地』の主宰人となり、永井荷風、泉鏡花、与謝野鉄幹、与謝野晶子らが執筆。関西読詩社会をおこして関西文学のムーブメントを作り、東京の『明星』と共に旺盛を誇った。硯友社系の作家や詩人との付き合いも多くなり、真山青果の連載小説を『大阪毎日新聞』に掲載したり、『青眼白眼』に尾崎紅葉、幸田露伴に関する評論を行った。同じく上田万年にも国民的文学の夢とその世界的発展の幻想を根付かせた。
角田の文学活動で特筆すべきものは、「北欧文学を日本国に最も早い段階で紹介した」ことである。『國民新聞』在籍時からスカンディナヴィアやフィンランドの『カレワラ』の紹介、ブランデス、ヤコブセンら自然主義・リアリズムの作家たちのデンマーク文学を紹介。19世紀の北欧からの世界的な文学者が登場したのもこの時期であった。
他、母校・慶應義塾の旧塾歌を作詞した。

## 著作

### 単著
- 『詩国小観』金尾文淵堂、1900年6月。 NCID BN09009790。全国書誌番号:41000586。
- 『出門一笑』金尾文淵堂、1901年6月。全国書誌番号:41011441。
- 『理趣情景』東亜堂、1905年7月。全国書誌番号:41011656。
- 『鴎心録』金尾文淵堂、1907年7月。 NCID BN14573168。全国書誌番号:41021603。
- 『漫遊人国記』東亜堂書房、1913年2月。 NCID BN08836105。全国書誌番号:43018392。

### 編集
- ショーペンハウエル 著、山下二郎・庄直一 訳『恋愛と芸術と天才と』隆文館、1907年1月。 NCID BA58593025。全国書誌番号:40000231。

## 評伝等
- 奥村梅皐「角田浩々歌客と菊池幽芳」『大阪人物評論』小谷書店、1903年6月、103-112頁。 NCID BN12269483。全国書誌番号:40015766。
- 大谷光瑞「剣南詩稿を読む」『濯足堂漫筆』民友社、1925年7月、279-286頁。 NCID BN07629659。全国書誌番号:43048846。